# Taxco de Alarcón (kommun)
Taxco de Alarcón är en kommun i Mexiko.   Den ligger i delstaten Guerrero, i den sydöstra delen av landet, 110 km sydväst om huvudstaden Mexico City. Antalet invånare är 52 217. Arean är 347 kvadratkilometer.
Terrängen i Taxco de Alarcón är bergig österut, men västerut är den kuperad.
Följande samhällen finns i Taxco de Alarcón:
- Taxco de Alarcón
- Tlamacazapa
- Acamixtla
- Tehuilotepec
- Cacalotenango
- Paintla
- Axixintla
- San Juan de Dios
- Huajojutla
- San José el Potrero
- El Ejido
- Dolores
- Mexcaltepec
- Colonia las Martelas
- Joyas del Progreso
- El Fraile
- Rancho Viejo
- Santa Rosa
- Tecuiciapa
- Zacatecolotla
- Zapoapa
- Casino de la Unión
- Minas Viejas
- El Mirador
- El Gavilán
- Chichila
- Hueymatla
- La Cascada
- San Pedro Chichila
- Cerro Gordo
- El Vergel
- El Espejo
- Papala
- San Juan del Monte
- El Aguacatito
- La Mora
- Colonia el Potrero
- El Zompantle
- Huitzotitla
- Las Joyas
- San Felipe de Jesús Chichila
- Coamazac
- El Ojo de Agua
- El Horconcito
- Los Membrillos
- Landa Uno
- Agua Escondida
- El Aguacate
- Los Cajones